# Jiří Horák

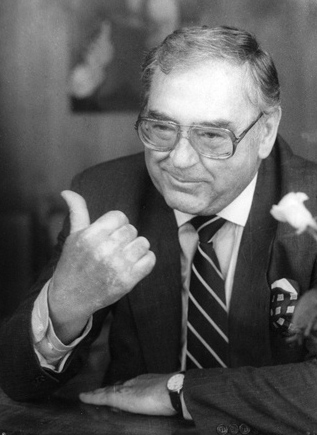
Jiří Horák

Jiří Horák (* 23. April 1924 in Hradec Králové, Tschechoslowakei; † 25. Juli 2003 in Englewood, Florida, USA) war ein tschechoslowakischer Dissident und tschechischer Politiker.

## Leben
Horák war zunächst Mitglied der Sozialdemokratischen Partei Československá sociální demokracie und ging 1951 nach dem Zusammenschluss 1948 mit der Kommunistischen Partei zur Komunistická strana Československa  ins Exil in die USA. Im Anschluss studierte er Politologie an der Columbia University in New York und wurde dort später Lecturer für Politologie und Staatsrecht. 1956 gründete er zusammen mit Pavel Tigrid und Radomír Luža die Exilzeitschrift Svědectví. In den USA war er zwischen 1961 und 1971 Vorsitzender des Rates für eine Freie Tschechoslowakei (Council of Free Czechoslovakia), einer Dachorganisation von Exil-Tschechoslowaken. 1967 wurde er Professor für Politologie an der Columbia University.
Nach der Revolution von 1989 und dem Zusammenbruch des Kommunismus kehrte er 1989 nach Prag zurück und half bei Wiederbegründung der Československá sociální demokracie, deren Vorsitzender er von 1990 bis 1992 war. Nachfolger als Parteivorsitzender wurde Miloš Zeman. 1993 kehrte er in die USA zurück.
Für seine Verdienste um die Demokratie wurde er 2000 von Präsident Václav Havel mit dem Tomáš-Garrigue-Masaryk-Orden 3. Klasse ausgezeichnet.